# Charge (Studentenverbindung)

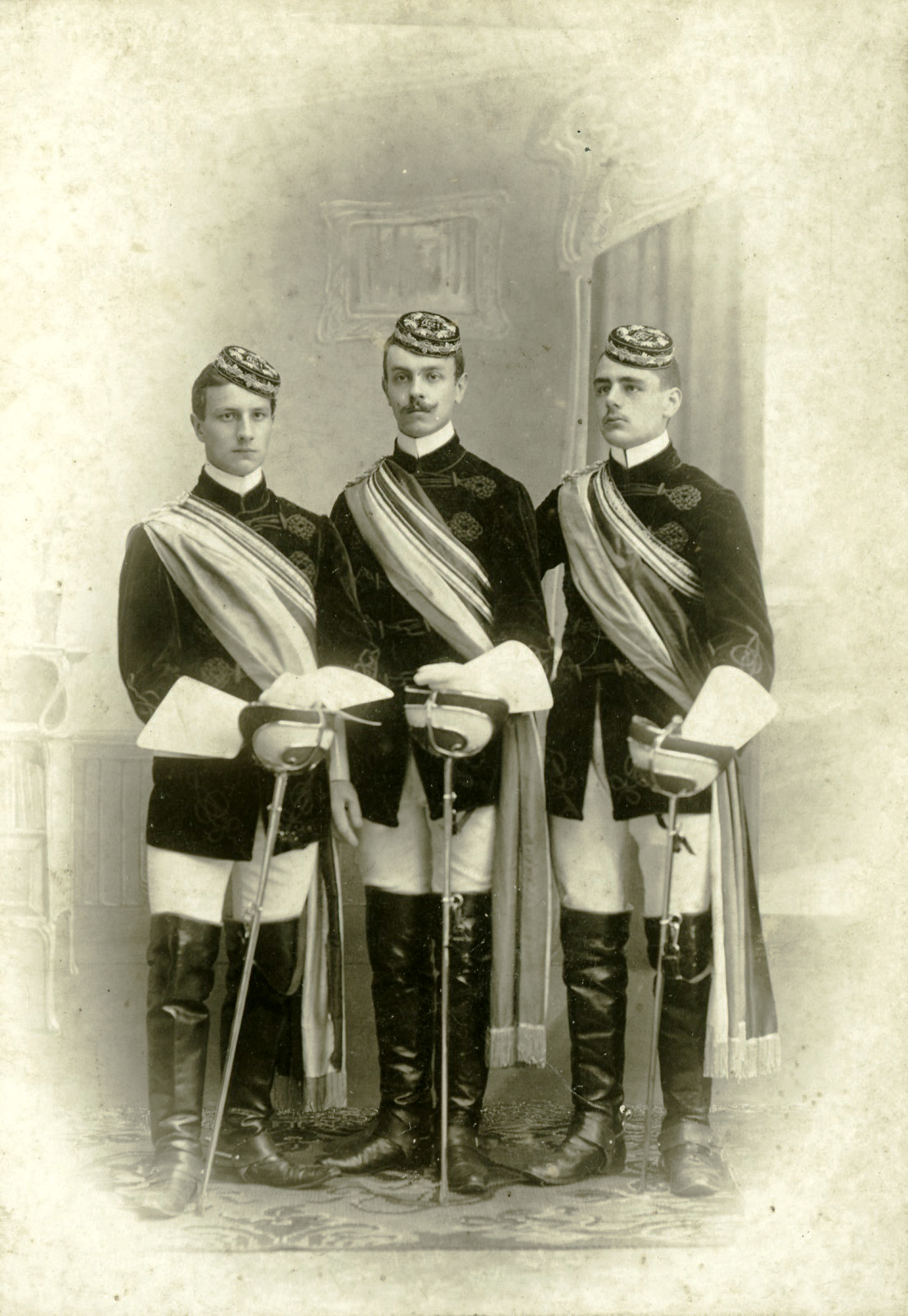
Chargierte des Rostocker Wingolf (1904)

Als Chargen (frz. la charge für Last, Bürde, Amt) werden die Führungsämter in Studentenverbindungen bezeichnet. Sie waren schon bei den Studentenorden und den Landsmannschaften der frühen Neuzeit üblich. Der Inhaber der Charge wird Chargierter genannt; beide Ausdrücke werden aber häufig in der Bedeutung von Amtsinhaber verwendet. Der Begriff ist dem militärischen Sprachgebrauch entlehnt. Zahl, Aufgaben und Bezeichnungen der einzelnen Chargen sind von Verbindungstyp zu Verbindungstyp unterschiedlich.

## Chargierte

Chargierte des Corps Lusatia Leipzig in Frack und Chargiertentracht

Die Chargierten werden von den Burschen für ein Semester aus den eigenen Reihen gewählt. Kurzfristige Ab- und Neuwahlen sind dabei immer durch die Mitglieder des zuständigen Conventes möglich. Der Kreis der Wahlberechtigten variiert von Verbindung zu Verbindung, beschränkt sich im Regelfall aber auf die studierenden „Vollmitglieder“. Die Alten Herren – zahlenmäßig meist weit in der Überzahl – haben in der Regel weder aktives noch passives Wahlrecht.
Die Befugnisse der Chargierten erstrecken sich über den Bereich der jeweiligen Aktivitas oder des jeweiligen Corpsburschen-Convents. Vorstandsmitglieder von Altherrenverbänden werden nicht „Chargierte“ genannt. Die Bezeichnung „Altherren-“ oder „Philisterchargen“ ist in Österreich bei den katholischen Verbindungen durchaus üblich.
Bei den Kösener Corps ist es üblich, dass Chargierte zu Semesterbeginn erst ad interim (lat. bis auf weiteres) auf eine Charge gewählt werden. Die definitive Wahl kann erst nach einer erfolgreich absolvierten Mensur erfolgen. Nach alter Kösener Auffassung ist ein Chargierter kein „Corpsbursche“; er hat einen herausgehobenen Sonderstatus im Corps. Bei einer vorzeitigen Abberufung wird der Betreffende „von der Charge gestemmt“. Ein Corpsbursche, der eine Charge nur „versieht“ (z. B. vers. ××), gilt nicht als Chargierter.
Manche Verbindungen bezeichnen die Gesamtheit der Chargierten als Chargia, Chargenconvent, Chargenkabinett oder Chargenteam.
Unter Déchargierung versteht man die Entlastung von Chargierten am Ende des Semesters. Dabei ist eine Bewertung der Amtsführung in Form von Prädikaten (auch Kalkül) üblich.

## Chargieren

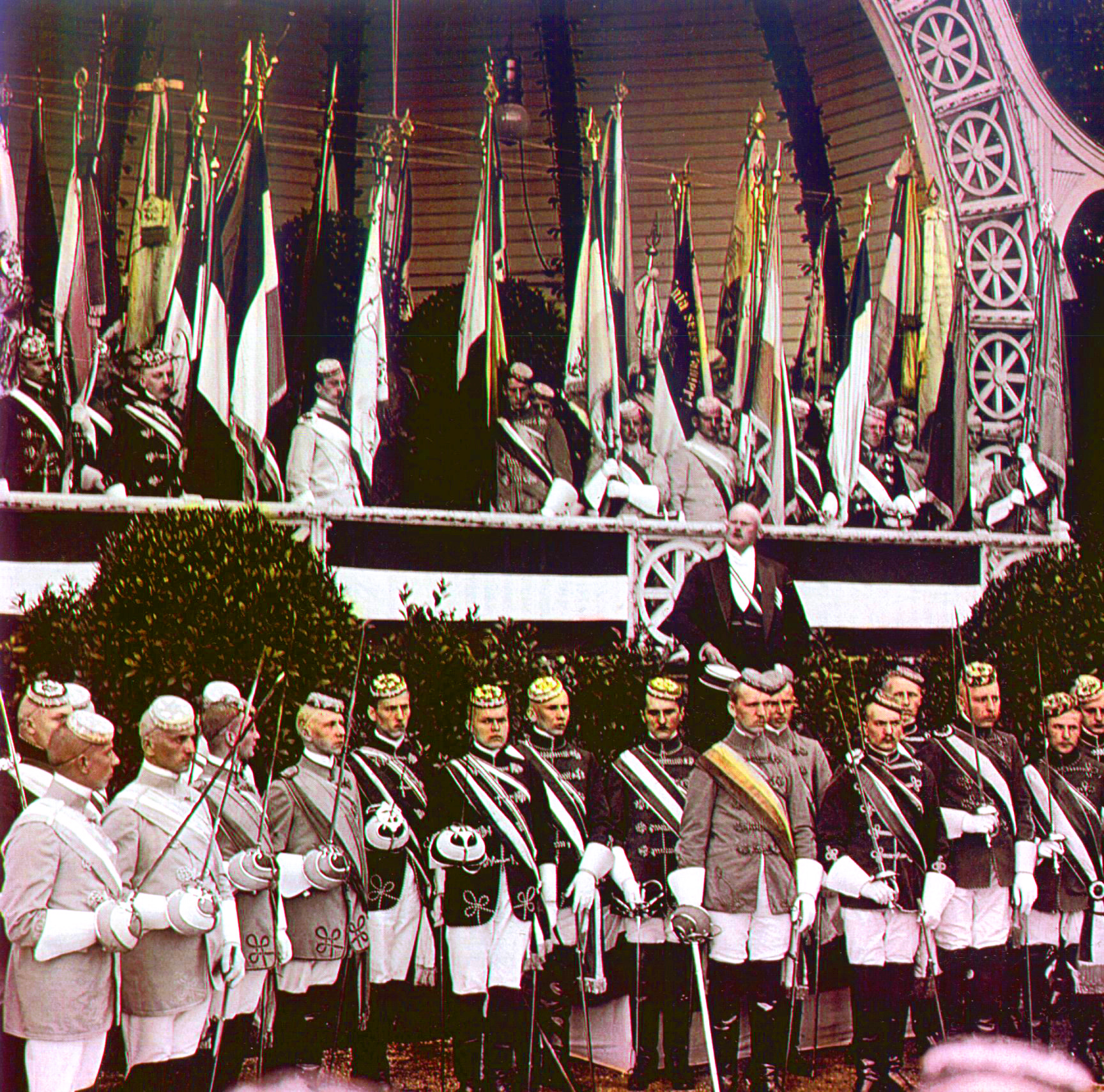
Berlin (1912)

Als Chargieren bezeichnet man in diesem Kontext das feierliche Auftreten der Chargierten zu Repräsentationszwecken. Dabei wird in der Regel Vollwichs getragen. Häufig werden dabei die alten und äußerst aufwendigen Prunk-Fahnen der Verbindungen genutzt. Das „Chargieren“ kann von den Chargierten auch an andere Vollmitglieder der Verbindung delegiert werden.
Im 19. Jahrhundert war es teilweise üblich, dass die Chargierten bei repräsentativen Veranstaltungen auch zu Pferde auftraten, so zum Beispiel noch 1906 in Marburg.

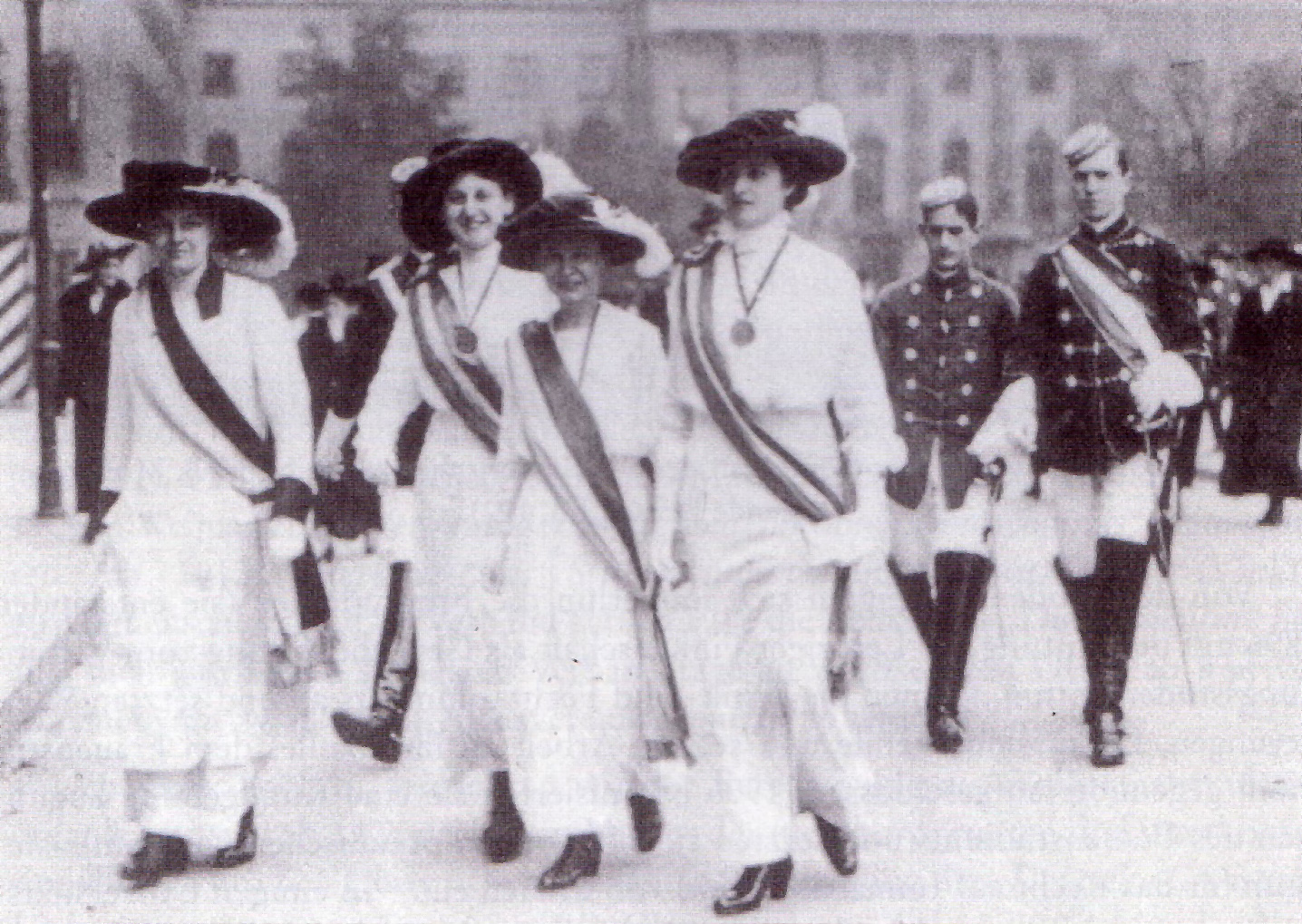
Chargierte einer Berliner Damenverbindung (1916)
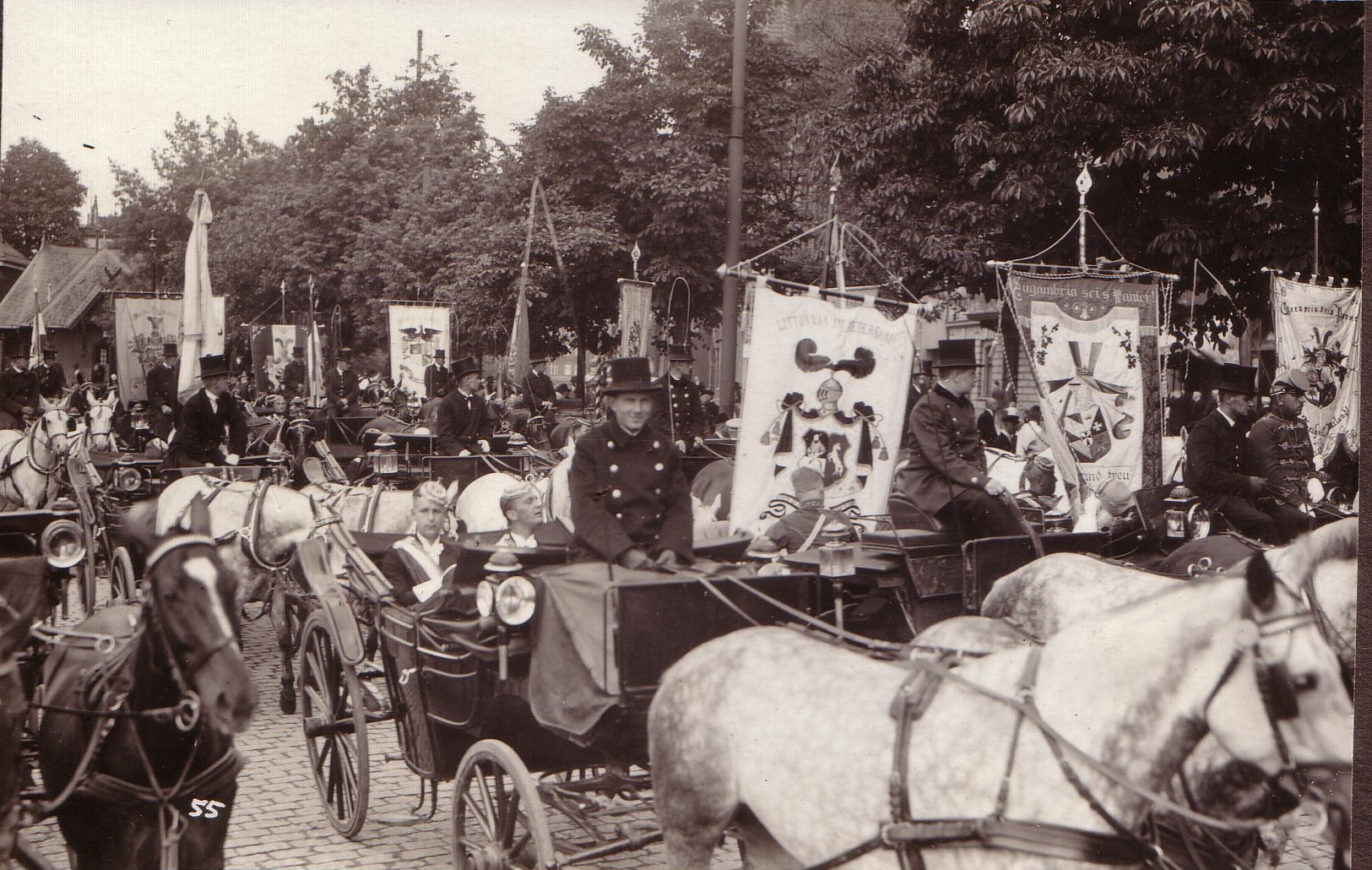
Corps Littuania (1930)
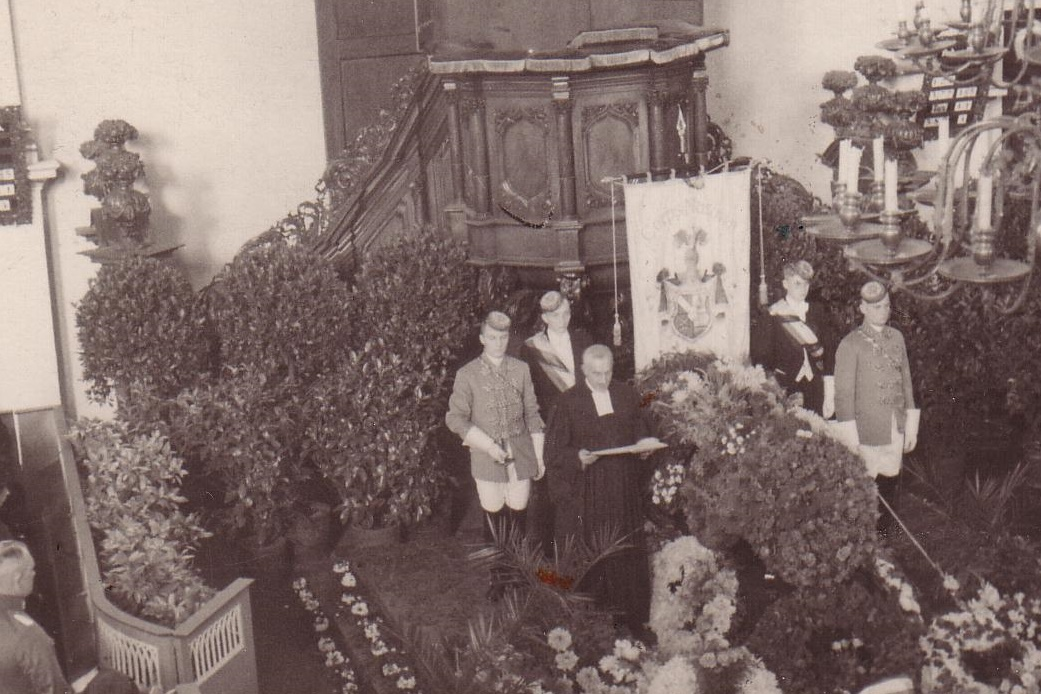
Königsberger Burgkirche (1934)
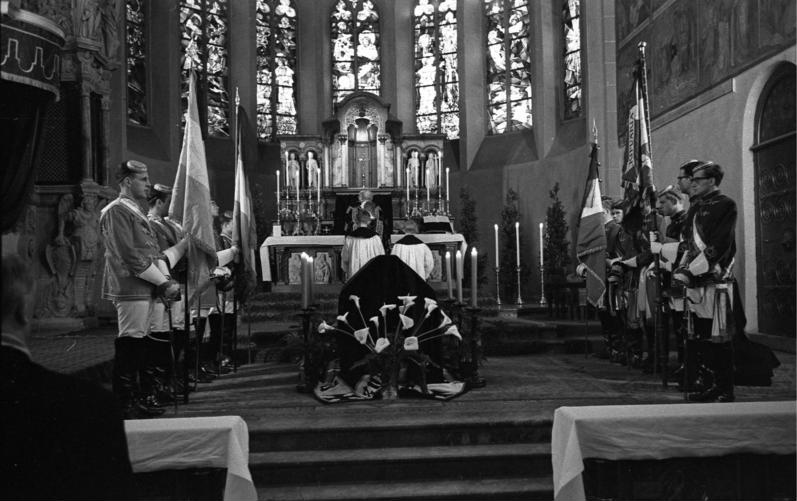
Trauerfeier: Chargierte am Sarg (1962)

## Die einzelnen Chargen

### Schlagende Verbindungen
Als älteste Verbindungen haben die Corps die Entwicklung der Chargen vorgegeben:
- Senior, auch Erstchargierter oder Sprecher
- Consenior, auch Zweitchargierter oder Fechtwart
- Subsenior, auch Drittchargierter, Schriftwart, Schriftführer, Sekretär oder Aktuar

Die Chargenzeichen, die hinter dem jeweiligen Zirkel geführt werden, sind in der Regel × für den Erst-, ×× für den Zweit- und ××× für den Drittchargierten. In den Senioren-Conventen zu Göttingen, Clausthal, Hannover, Jena, Leipzig, München, Passau und Ulm führt der Senior drei Kreuze und der Subsenior ein Kreuz als Chargenzeichen.
Der Senior ist Primus inter pares der Chargierten, leitet den aktiven Betrieb und vertritt die Verbindung nach außen. Vertreten wird er vom Consenior, dem der Mensurbetrieb und die Ausrichtung gesellschaftlicher Veranstaltungen obliegen. Der Subsenior verantwortet die Korrespondenz und protokolliert die Convente. Manchmal führt er auch die Kasse.

#### Ämter/Funktionen
In schlagenden Studentenverbindungen gehört die Funktion des Fuchsmajors traditionell nicht zu den Chargen. Der Fuchsmajor ist für den Nachwuchs zuständig.
Daneben können weitere Ämter/Funktionen auch bei schlagenden Verbindungen existieren, wie: der Kassier/Kassenwart, der Kassenprüfer, der Kneipwart, der Bierwart, der Hauswart etc. Dabei verwaltet ein Kassier/ein Kassenwart die Kasse des aktiven Teils der Verbindung, wobei ihn der Kassenprüfer – falls vorhanden – kontrolliert. Ein Kneipwart/ein Bierwart kümmert sich darum, dass die Verbindung immer mit ausreichend Getränken versorgt ist. Bei der Burschenschaft der Bubenreuther organisiert und leitet der Kneipwart sogar die Kneipen und hat weitere Aufgaben. Der Hauswart ist meist eine Person aus dem aktiven Teil der Verbindung, welcher sich neben dem Hausverwalter um das Korporationshaus oder die Konstante kümmert, insbesondere wenn die Verbindung keinen Faxen hat.

### Nichtschlagende Verbindungen

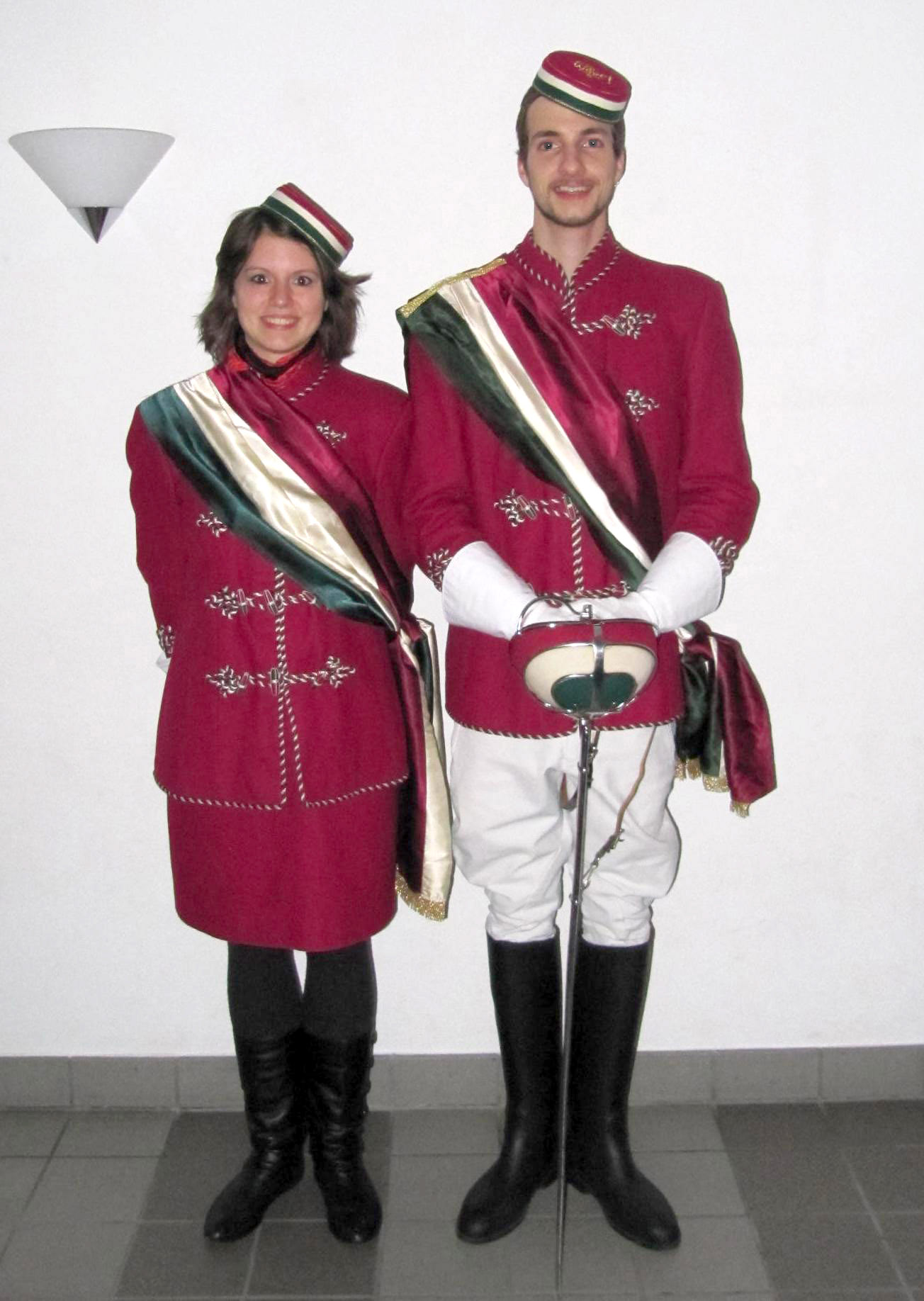
Chargierte der gemischten Verbindung AV Welfen Zürich

Die typische Chargenverteilung bei nichtschlagenden Verbindungen ist:
- Senior oder Sprecher (×)
- Consenior (×× oder v×)
- Schriftführer (××× oder ××)
- Kassier (×××× oder ×××)
- Fuchsmajor (FM)

Bei einigen Verbindungen ist der Fuchsmajor keine Charge, sondern lediglich eine „Funktion“.

#### Christliche Verbindungen
In den meisten Wingolfsverbindungen ist der Fuchsmajor ××, der Kneipwart ×××. Bei diesen fungiert er als Organisator von Veranstaltungen, wie Kneipen. Eine Ausnahme hiervon stellt der Gießener Wingolf da, in ihm stellt der Kneipwart den ××, der Fuchsmajor den ×××.
Katholische Studentenverbindungen kennen noch den Scriptor (Schriftwart oder Schriftführer) und den Quästor (Kassenwart oder Kassier), hatten aber historisch teilweise keinen Consenior. Der Senior wurde auch bisweilen als Ordner bezeichnet.

#### Österreichische Schülerverbindungen
Der Mittelschüler-Kartell-Verband im Verband der (gymnasialen) Schülerverbindungen kennt sechs Chargen: Senior (×), Consenior (××), Fuchsmajor (FM), Schriftführer (×××), Kassier (××××) und Budenwart (BW).

### Schweiz
Manche Schweizer Studentenverbindungen haben als weitere Chargen den Cantusmagister (CM) und (in schlagenden Verbindungen) den Fechtchargierten (FCh).
Die Zofingia hat meistens fünf Chargen:
- Präsident (×)
- Vizepräsident (V×)
- Fuchsmajor (FM)
- Quästor (××)
- Aktuar (×××)

## Chargenzeichen und Klammerung

Couleurkarte mit Unterschriften, Zirkeln und Chargenzeichen

Während ihrer Chargenzeit führen bei den meisten Verbindungen die Chargierten in ihrer Unterschrift zusätzlich zum Verbindungs-Zirkel das Kurzzeichen der ausgeübten Charge. Also in der Regel ein × für den Senior bzw. Sprecher oder Erstchargierten, ein ×× für den Consenior oder Fechtwart und ein ××× für den Kassenwart/Schriftwart bzw. Drittchargierten. So wie auch die Zirkel haben die Chargenzeichen ihren Ursprung in der aus der Zeit der Studentenorden stammenden Bestrebung, das Verbindungsleben vor der Öffentlichkeit geheim zu halten.
Bei diesen × handelt es sich um Kreuze und nicht um den Buchstaben X.
Eine andere Auffassung besagt, dass es sich bei dem Chargenzeichen um eine Form des elliptischen Sprachgebrauchs handelt. In der Studentensprache des 19. Jahrhunderts waren Kürzel und Buchstabenwörter verbreitet. Nach Norbert Nail soll das × den griechischen Buchstaben χ („chi“) darstellen, der dem Anlaut in dem aus dem Französischen übernommenen Wort Charge entspreche und – pars pro toto – auf das ganze Wort übertragen worden sei.
Aufgrund seiner Bedeutung für die Verbindung führt üblicherweise auch der Fuchsmajor zusätzlich zum Verbindungs-Zirkel ein Kurzzeichen, nämlich die beiden Buchstaben FM.
Bei vielen Verbindungen können diese Chargenzeichen nach erfolgreicher Amtsführung „geklammert“ werden, das heißt für den Rest des Lebens in Klammern hinter Namen und Zirkel geführt werden. Die Kriterien für eine Klammerung sind je nach Verbindung und Dachverband äußerst unterschiedlich. So kann man in manchen Verbindungen alle Chargen automatisch nach Entlastung durch den Convent klammern. Bei schlagenden Verbindungen ist die Klammerung üblicherweise vom Fechten einer (guten) Mensur auf die jeweilige Charge abhängig.